# Roje, Šentjernej
Roje este o localitate din comuna Šentjernej, Slovenia, cu o populație de 90 de locuitori.